# Гімн Вільного міста Данциг
«Für Danzig» — гімн Вільного міста Данциг (нині Гданськ, Польща). Текст був написаний Паулем Ендерлінгом, а музика Георгом Гелером. Пісня була офіційним гімном Данцига в 1920 — 1939 рр. Після анексії Вільного міста Німеччиною гімн був замінений на Deutschlandlied та Пісню Горста Весселя, але своєї значущості не втратив.

## Німецька версія (оригінальна)
Kennst du die Stadt am Bernsteinstrand,
umgrünt von ew’ger Wälder Band,
wo schlanke Giebel streben
empor zum Sonnenschein!
Ja, sollt' ich fröhlich leben,
in Danzig müßt es sein!
Kennst du die Stadt, wo Turm an Turm
in Treue trotzt dem Zeitensturm,
wo stolze Schiffe gleiten
ins blaue Meer hinein!
Ja, sollt' ich tapfer streiten,
für Danzig müßt es sein!
Kennst du die Stadt, wo deutsche Art
voll Kraft und Mut ihr Gut bewahrt,
wo deutsch die Glocken werben
und deutsch ein jeder Stein!
Ja sollt' ich selig sterben,
in Danzig müßt es sein!

## Польська версія (переклад)
Na bursztynowym brzegu gród,
wokół którego lasów wbród,
a smukłe domów szczyty
ku słońcu wciąż się pną…
Tak, jeśli mam szczęśliwy być,
to w Gdańsku muszę żyć!
Wieża przy wieży w Mieście tym
wciąż trwa na przekór czasom złym,
a dumne statki suną
prosto w błękity mórz!
Tak, tylko za me Miasto
w bitewny pójdę kurz!
Czy znasz to miasto, gdzie niemiecki ród
pełen siły i odwagi, strzeże bogactw swych,
gdzie niemieckie dzwony wołają
i niemiecki jest każdy kamień !
Tak, jeśli mam błogo umrzeć,
to zrobię to tylko w Gdańsku

## Українська версія (переклад)
Чи знаєш ти місто на бурштиновому березі,
Оточений стрічкою вічних лісів,
Де стрункі фронтони тягнуться
Вгору до сонячного світла?!
Так, якщо мені потрібно жити щасливо,
То це мусить бути в Данцигу!

Чи знаєш ти місто, де башти одна до одної
У своїй вірності опираються натиску часу,
Де горді кораблі ковзають
У синє море?!
Так, якби я повинен був сміливо закластись,
Це мусило б бути тільки через Данциг!

Чи знаєш ти місто, де німецький краєвид,
Сповнений сили і мужності, зберігає його добро?
Де дзвони гудуть по-німецьки
І кожен камінь – німецький!
Так, якби мені потрібна була блаженна смерть,
То це мусило б статися тільки у Данцигу!